# 盧克·麥克吉
盧克·麥克吉（英語：Luke McGee；1995年9月2日—）是一位英格蘭足球運動員。在場上司職守門員。他現在效力於英格蘭足球甲組聯賽球隊朴茨茅斯足球俱乐部。